# Fudbalski Klub Jezero Plav
El Fudbalski Klub Jezero Plav es un club de fútbol de la ciudad de Plav que se encuentra situada en el este del país balcánico de Montenegro. En la actualidad el equipo juega en la Primera División de Montenegro tras ascender en la pasada campaña de Segunda División.

## Historia
El equipo fue fundado en el año 1948 como principal equipo de la ciudad de Plav en Montenegro. En la actualidad el equipo milita en Segunda División tras haber realizado una mala campaña en Primera División ya que finalizó como 10º clasificado y perdió la promoción por evitar el descenso. En la presente temporada el mayor objetivo del club es regresar a la máxima categoría del país.

## Uniforme
- Uniforme titular: Camiseta azul con las mangas blancas, pantalón azul y medias azules.
- Uniforme alternativo: Camiseta blanca con las mangas azules, pantalón blanco y medias blancas.

## Estadio
El club disputa sus partidos como local en el Estadio Pod Racinom que dispone de una capacidad de 5.000 espectadores y que además de disponer de césped natural dispone de pista de athletismo de medidas reglamentarias.